# Chủ nghĩa chuộng Do Thái

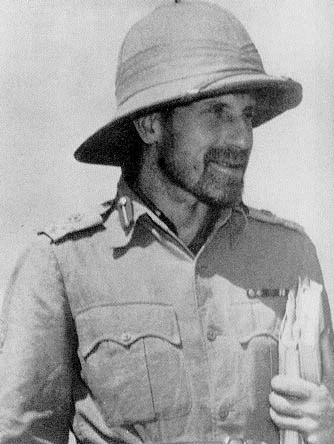
Orde Wingate, một người Kitô hữu theo Chủ nghĩa Phục Quốc Do thái đáng chú ý và là anh hùng của Yishuv, người thân yêu của các nhà lãnh đạo và những người được đào tạo bởi anh, chẳng hạn như Zvi Brenner và Moshe Dayan tuyên bố rằng Wingate "dạy chúng ta tất cả mọi thứ chúng ta biết"

Chủ nghĩa chuộng Do Thái là một sở thích bao gồm sự quan tâm, tôn trọng, và yêu thích người Do Thái, lịch sử dân tộc Do Thái, và sự ảnh hưởng của đạo Do Thái Giáo tới toàn thế giới, đặc biệt là sự ảnh hưởng lên dân ngoại. 
Trong cộng đồng Do Thái, Chủ nghĩa chuộng Do Thái là tình yêu đối với bản sắc tôn giáo văn hóa Do Thái và tất cả mọi thứ liên quan đến Do Thái.

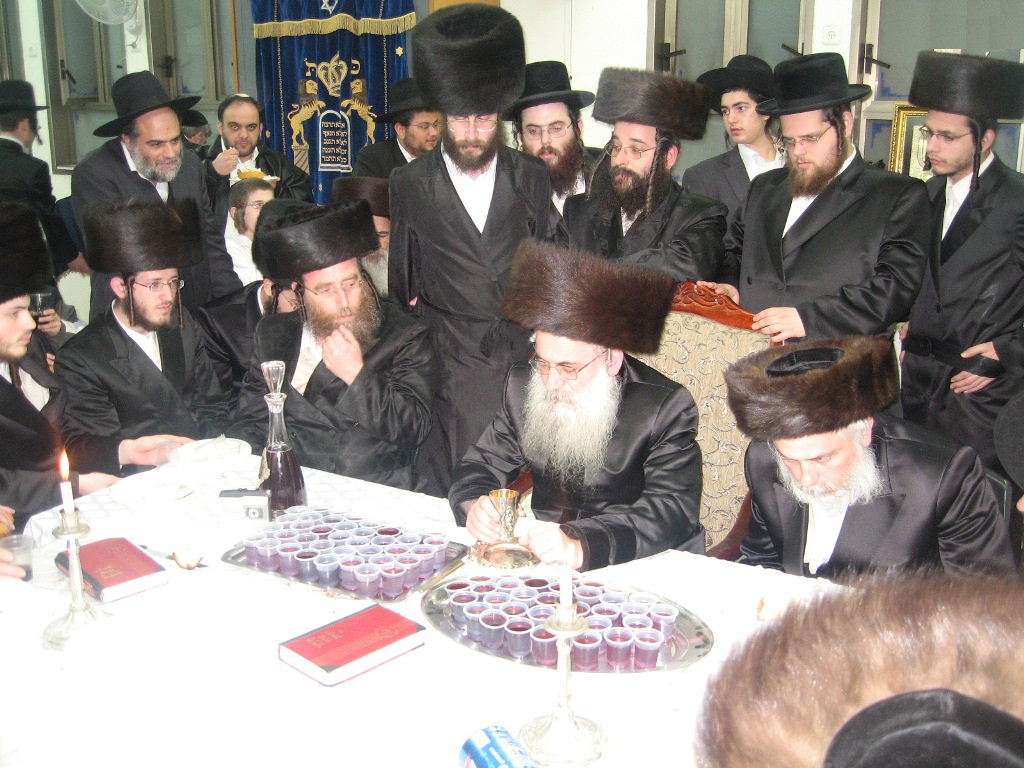
Bữa tiệc ly, một nét văn hóa cổ xưa độc đáo của người Do Thái

## Tổng quát

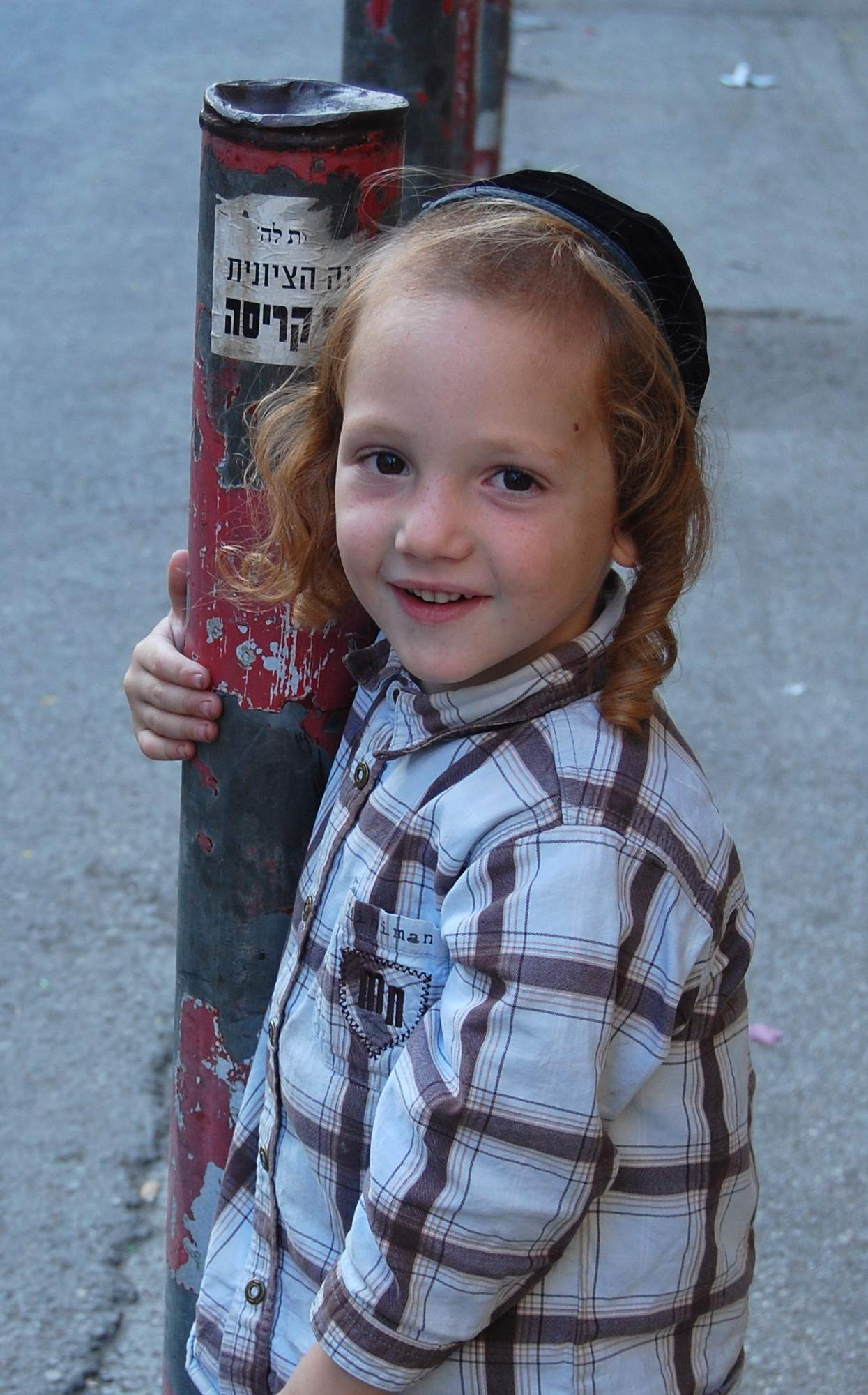
Tóc Do Thái, một kiểu tóc truyền thống cổ đại của người Do Thái

Tư tưởng của Chủ nghĩa chuộng Do Thái không phải là điều mới mẻ. Tư tưởng của Chủ nghĩa chuộng Do Thái được chấp nhận bởi nhà tư tưởng triết gia người Phổ thế kỷ 19 Friedrich Nietzsche. Friedrich Nietzsche xem bản thân ông là người không ưa Chủ nghĩa Bài Do Thái. Chủ nghĩa chuộng Do Thái xuất phát từ lòng ham mê học hỏi tìm hiểu khám phá về Do Thái Giáo, người Hebrew, và ngôn ngữ Do Thái.
Chủ nghĩa chuộng Do Thái nhận được sự phản ứng hỗn hợp đối với cộng đồng người Do Thái. Một số người Do Thái nồng nhiệt chào đón Chủ nghĩa chuộng Do Thái và cho rằng Chủ nghĩa chuộng Do Thái phải mang người Do Thái xem xét lại bản sắc của họ. Một số người Do Thái lo sợ rằng Chủ nghĩa chuộng Do Thái sẽ vô tình làm nóng lên làn sóng phản đối chống lại người Do Thái của Chủ nghĩa bài Do Thái.
Chủ nghĩa chuộng Do Thái là một trong những hiện tượng lớn của sính ngoại, là sự yêu thích đam mê văn hóa ngoại bang như là Chủ nghĩa chuộng Anh và Chủ nghĩa chuộng Pháp. Sự phát triển của Chủ nghĩa chuộng Do Thái cũng đã nhắc nhở một số người phải xem xét lại tầm quan trọng của lịch sử người Do Thái, và họ lập luận rằng Chủ nghĩa bài Do Thái phải thừa nhận rằng điều đó là sai lầm để xóa bớt lịch sử của người Do Thái chỉ để tập trung vào các sự kiện đau khổ.
Mặc dù một người dân ngoại không cần cải đạo sang đạo Do Thái Giáo và được khuyên nhủ không nên cải đạo, luật tôn giáo của người Do Thái không yêu cầu tất cả người dân ngoại phải chấp hành tất cả điều răn. Người dân ngoại chỉ cần sống và làm việc theo Bảy Điều Răn Noah.
Trong quá khứ của lịch sử, một ví dụ đáng chú ý của Chủ nghĩa chuộng Do Thái là Đức Vua xứ sở Ba Lan là Casimir III Đại Đế. 

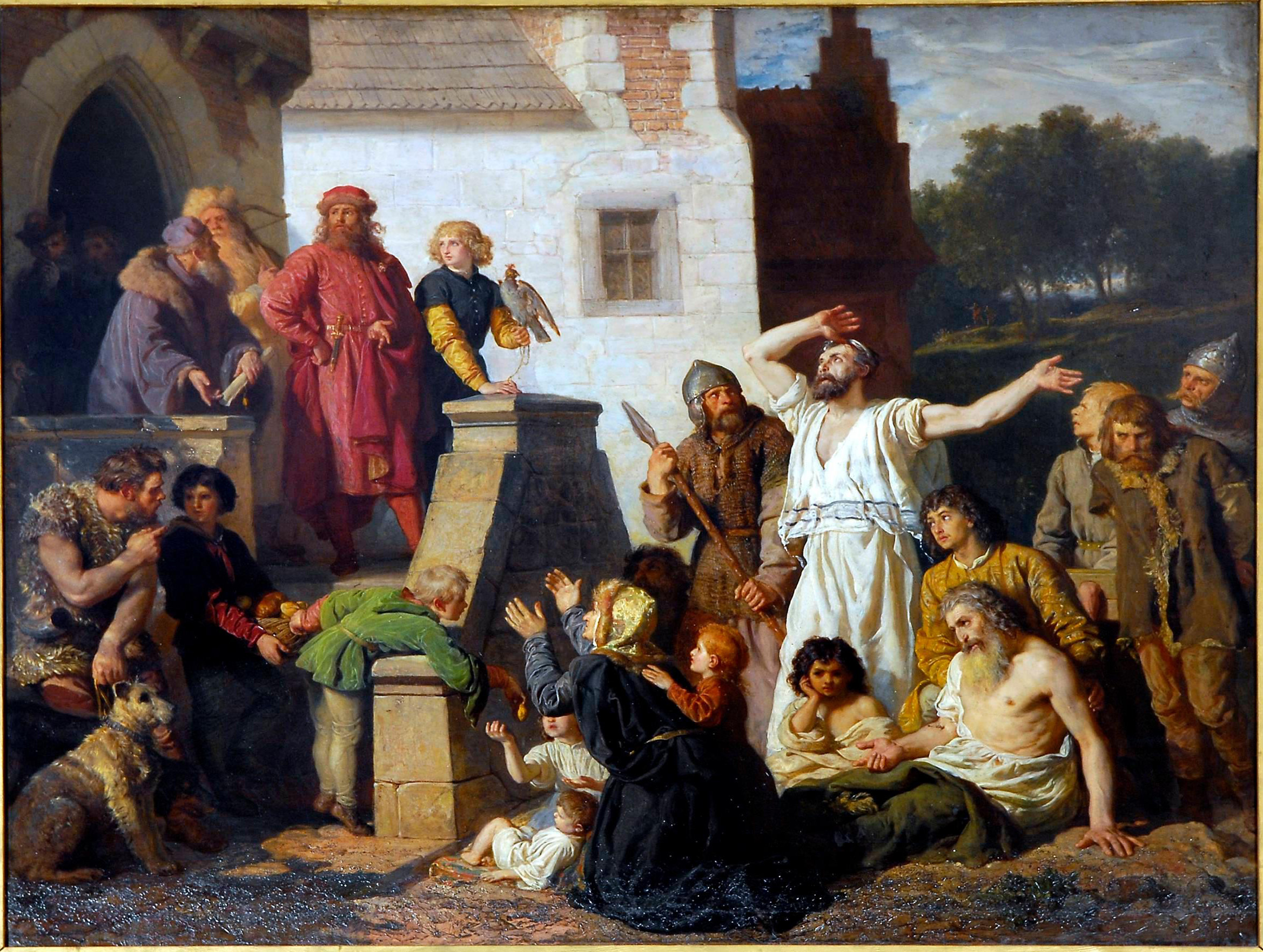
Wojciech Gerson, Đức Vua Casimir Đại Đế và nhân dân Do Thái

Trong khi cách mạng giải phóng người Do Thái đã không bắt đầu ở các nước khác cho đến khi vào cuối những năm 1700, tại Ba Lan người Do Thái đã được cấp lệnh tự do tôn giáo, thương mại và du lịch trong năm 1264 bởi Boleslaw Ngoan Đạo. Vào năm 1334 người Do Thái bị khủng bố trên khắp châu Âu đã được đã mời đến xứ sở Ba Lan bởi Vị Vua Casimir Đại Đế. Đức Vua Casimir Đại Đế lập lời thề rằng sẽ bảo vệ người Do Thái như là "dân riêng của Đức Vua". Vào thế kỷ thứ 15, hơn một nửa tổng số dân tất cả người Do Thái lưu vong đang sống ở xứ sở Ba Lan, và là vị trí là trung tâm chính của người Do Thái Nhật Nhĩ Man Ashkenazi cho đến khi nạn diệt chủng Do Thái Holocaust.
Có rất ít người Do Thái sống ở xứ sở phương Đông, nhưng người Do Thái được hâm mộ bởi người phương Đông.
Ở Việt Nam và những nước Đông Nam Á người Do Thái luôn được gán ghép vào những cá tính tích cực như thông minh, sáng tạo, ham học, dũng cảm, kiên trì.
Ở Trung Quốc, người Do Thái luôn được gán ghép vào những cá tính tích cực như giỏi kiếm tiền, thông minh, và tính tình ngay thẳng. Có rất nhiều sách viết về người Do Thái được xuất bản ở thị trường Trung Quốc được viết bởi tác giả người Trung Quốc.
Ở Hàn Quốc, các trường tiểu học bắt buộc các em học sinh đọc sách Kinh Thánh Do Thái Talmud của người Do Thái.
Trong Chiến tranh thế giới thứ hai, dân tộc Nhật Bản đã rất là nỗ lực cố gắng để cứu mạng và giúp đỡ người Do Thái thoát khỏi những cuộc càn quét truy lùng của Đức Quốc xã, mặc dù Nhật Bản vốn là đồng minh của nước Đức thuộc khối Phe Trục. Nhà ngoại giao người Nhật Bản Sugihara Chiune đã rất cố gắng nỗ lực tạo điều kiện để giải phóng hơn 6000 người Do Thái đến tị nạn tới lãnh thổ Nhật Bản. Việc làm của Sugihara Chiune là mạo hiểm vì có nguy cơ làm tổn hại đến sự nghiệp và gia đình con cái con cháu gia quyến của Sugihara Chiune. Năm 1985, Sugihara Chiune được nhà nước Do Thái Israel vinh danh ông với giải thưởng Righteous Among the Nations tạm dịch là Người Dân Ngoại Công Chính cho hành động dũng cảm của ông, ông cũng là người Nhật Bản duy nhất được vinh danh trong danh mục giải thưởng.
Văn hào Mark Twain cũng nhận xét rất tích cực về người Do Thái qua cuốn sách Liên quan đến người Do Thái của ông:
"Người Ai Cập, người Babylon, và Hoa Hồng Ba Tư (người Ba Tư), phát triển sinh sôi nảy nở trên mặt đất với danh tiếng vang dội lẫy lừng và ánh sáng huy hoàng, nhưng sau đó đã trở nên phai mờ nhạt nhòa như những giấc mơ và rồi đã biến mất; người Hy Lạp và người La Mã chạy theo bánh xe đổ đó, và họ tạo ra tiếng tăm lẫy lừng thật lớn, và rồi thời đại huy hoàng của họ cũng đã trôi qua; những dân tộc khác cũng đã nổi lên và giơ cao ngọn đuốc vinh quang của họ trong một thời gian, nhưng ngọn đuốc đó đã đốt cháy hết, và họ ngồi trong ánh hoàng hôn, hoặc họ đã biến mất. Người Do Thái đã chạm trán tất cả, đánh bại tất cả họ, và bây giờ người Do Thái mãi mãi không bị suy đồi, không có sự yếu đuối của tuổi tác, không có sự suy yếu của các bộ phận cơ thể, nguồn năng lượng của người Do Thái không bị chậm chạp, tâm trí của người Do Thái không bị lưu mờ và ý chí rất hung hăng. Tất cả mọi thứ đều đã chết, nhưng người Do Thái thì không. Tất cả các quyền lực khác đã biến mất, nhưng người Do Thái vẫn tồn tại. Bí mật trong sự bất tử của người Do Thái là gì?"